# Estación Teniente Agneta
Teniente Agneta es una estación ferroviaria  ubicada en la localidad de Bella Vista, Partido de San Miguel, Provincia de Buenos Aires, Argentina. Su nombre hace referencia a Alfredo Agneta.

## Servicios
La estación corresponde al Ferrocarril General Urquiza de la red ferroviaria argentina, en el ramal que conecta las terminales Federico Lacroze y General Lemos.

## Ubicación
Desde esta estación se puede acceder a través de la Puerta 4 al Hospital Militar Campo de Mayo.